# 百済王英孫
百済王 英孫（くだらのこにきし えいそん）は、奈良時代後期から平安時代初期にかけての貴族・武人。官位は従四位下・右衛士督。

## 経歴
宝亀11年（780年）に発生した宝亀の乱の鎮圧のための遠征軍に従軍したらしく、天応元年（781年）に乱鎮圧の功労に対する叙位・叙勲が行われた際、同族の百済王俊哲が正五位上・勲四等に、英孫も従五位下に叙爵する。その後も、延暦4年（785年）5月に鎮守府権副将軍、次いで10月には出羽守に任ぜられるなど、引き続き蝦夷征討に従事した。
延暦10年（791年）従五位上に叙せられる。その後、時期は不明ながら従四位下まで進むなど桓武朝中盤は順調に昇進しており、延暦12年（793年）から延暦13年（794年）にかけて行われ、征夷副使・坂上田村麻呂らが戦果を挙げた蝦夷遠征に従軍したか。
桓武朝後半は、延暦16年（797年）右兵衛督、延暦18年（799年）右衛士督と京官の武官を歴任した。

## 官歴
『続日本紀』及び『日本後紀』による。
- 時期不詳：正六位上
- 天応元年（781年） 9月22日：従五位下
- 延暦4年（785年） 5月12日：陸奥鎮守府権副将軍。9月29日：出羽守
- 延暦10年（791年） 正月7日：従五位上
- 時期不明：従四位下
- 延暦16年（797年） 3月27日：右兵衛督
- 時期不明：兼摂津守
- 延暦18年（799年） 2月20日：右衛士督、摂津守如元